# Pentaphragma
Pentaphragma Wall., 1829 è un genere di piante spermatofite dicotiledoni appartenente all'ordine Asterales.  È anche l'unico genere della famiglia delle Pentaphragmataceae.

## Etimologia
Il nome del genere deriva da due parole greche: penta (= cinque) e phragma (= indica la presenza di qualche tipo di partizione) e si riferisce probabilmente al perianzio dei fiori di questo genere diviso in cinque parti.
Il nome del genere è stato definito per la prima volta dal botanico danese Nathaniel Wallich (1786-1854) nella pubblicazione "A Numerical List of dried specimens of plants in the East India Company's Museum: collected under the superintendence of Dr. Wallich of the Company's botanic garden at Calcutta. London - n. 1313. 1829" del 1829. Il nome della famiglia (che deriva dal suo unico genere) è stato definito dal botanico e tassonomista svedese Jacob Georg Agardh (1813 - 1901) nella pubblicazione  "Theoria Systatis Plantarum; Accredit Familiarum Phanerogarum in Series Naturales Disposito, Secundum Structurae Normas et Evolutionis Gradus Instituta. Lund - 95. 1858" del 1858.

## Descrizione
Le specie di questo genere sono delle erbe a ciclo biologico perenne; in alcune specie le piante sono carnose o succulente. Non è presente il lattice. La parte sotterranea del fusto è un rizoma allungato, robusto e spesso è legnoso.
Le foglie lungo il caule sono disposte in modo alterno. La lamina è semplice e intera con una evidente asimmetria alla base; le dimensioni sono da medie a larghe e i margini possono essere interi, sinuati o dentati. Le foglie sono provviste di picciolo ma sono prive di stipole. La superficie è ricoperta da peli, spesso multicellulari.
Le infiorescenze sono di tipo ascellare o delle cime extra-ascellari, simpodiali a struttura elicoide (o scorpioide). Sono presenti diverse brattee a consistenza membranosa. I fiori sono sessili (il pedicello è breve oppure è assente).
I fiori sono ermafroditi (raramente sono unisessuali in piante dioiche), a struttura tetraciclica, ossia il fiore possiede 4 verticilli: il calice, la corolla, l'androceo e il gineceo, inoltre sono pentameri: ogni verticillo ha 5 elementi.
Formula fiorale: * K (5), C (5), A 5, G (2-3) (infero), bacca
Il calice campanulato, a 5 sepali ineguali (2 larghi e 3 piccoli - il calice non è bilabiato ed è comunque zigomorfo), è gamosepalo (embricato) e adnato all'ovario solamente tramite 5 stretti setti longitudinali in posizione opposta agli stami; questa struttura crea cinque pozzi o lacune nelle quali viene prodotto il nettare. Il colore del calice può essere bianco.
La corolla a 5 petali è gamopetala (raramente a petali liberi) con simmetria radiale (actinomorfa). Se la corolla è gamopetala i lobi sono profondamente divisi oltre la metà. La consistenza dei petali è carnosa o cartilaginea, raramente ha una consistenza delicata. Sono presenti delle ali marginali. Il colore della corolla può essere bianco.
L'androceo è formato da 5 stami fertili epipetali (ossia adnati alla corolla) oppure epiginei (ossia adnati all'ovario nelle specie a petali liberi); in tutti i casi sono nello stesso numero dei petali. I filamenti sono distinti e glabri. Le antere distinte, introrse e sessili, sono tetrasporangiate, con due teche basifisse; la deiscenza è longitudinale; la forma è ovoidale o ellissoide-lunga. I grani del polline sono trilobati all'esterno, sono inoltre tricolporati e tricolpati; la superficie è liscia e l'esina è quasi solida.
Il gineceo formato è da 2 - 3 carpelli sincarpici; i loculi sono 2 (oppure 3). L'ovario è infero. Gli ovuli anatropi, sono numerosi (30 - 50 per ovulo) con placentazione assile. Lo stilo è solitario e corto con stigma capitato e largo relativamente allo stilo (clavato).
I frutti sono delle bacche carnose coronate dal perianzio persistente. I semi sono minuti e numerosi con copioso endosperma e dalla forma ovoidale. I cotiledoni sono 2.

## Riproduzione
La riproduzione è tramite impollinazione; i semi sono dispersi da insetti.

## Distribuzione e habitat
Le specie di questo genere sono endemiche del sud-est dell'Asia, arcipelago della Malaysia e Nuova Guinea. L'habitat è quello tropicale e paleotropicale.

## Tassonomia
Questo genere è descritto all'interno dell'ordine delle Asterales (lo stesso ordine delle Compositae, la famiglia più numerosa di specie botaniche) che comprende una dozzina di famiglie e circa 25.000 specie, le cui piante sono caratterizzate dal contenere sostanze di riserva come l'oligosaccaride inulina. Il numero delle specie di questo genere è di 32.

### Filogenesi
Storicamente il genere Pentaphragma viene descritto all'interno della famiglia Campanulaceae o più recentemente compreso nell'ordine Campanulales (Sistema Cronquist). Tuttavia alcuni specifici caratteri del gruppo come:
- la mancanza di strutture produttrici di lattice;
- la particolare anatomia dei fusti;
- la base asimmetrica delle foglie;
- l'infiorescenza cimosa a struttura simpodiale elicoide;
- il polline trilobato;
- l'ovario adanato all'ipanzio solamente tramite 5 stretti setti longitudinali;
- lo stilo senza i peli collettori per il polline (meccanismo di impollinazione non specializzato all'incontrario delle Campanulaceae);

e per altre ragioni gli Autori moderni hanno assegnato al genere una specifica famiglia.
L'attuale sistema di classificazione (classificazione filogenetica APG), basata su analisi del DNA dei nuclei delle cellule, ha posizionato Pentaphragma (e quindi la famiglia Pentaphragmataceae) nell'ordine Asterales mantenendo tuttavia una stretta relazione con la famiglie Campanulaceae.
Il numero cromosomico per questo genere è: 2n = 54 - 56.

### Elenco delle specie
Elenco delle specie presenti attualmente (2021):
- Pentaphragma acuminatum Airy Shaw, 1953
- Pentaphragma albiflorum H.Pearson, 1902
- Pentaphragma aurantiacum Stapf, 1894
- Pentaphragma bartlettii Merr., 1934
- Pentaphragma begoniifolium (Roxb.) G.Don, 1834
- Pentaphragma bicolor C.W.Lin, 2016
- Pentaphragma combretiflorum Airy Shaw, 1953
- Pentaphragma cyrtandriforme Airy Shaw, 1953
- Pentaphragma decurrens Airy Shaw, 1953
- Pentaphragma ellipticum Poulsen, 1903
- Pentaphragma gamopetalum Gagnep., 1928
- Pentaphragma grandiflorum Kurz, 1872
- Pentaphragma grandis Ridl., 1908
- Pentaphragma honbaense (A.Chev. & Gagnep.) Gagnep., 1928
- Pentaphragma horsfieldii (Miq.) Airy Shaw, 1953
- Pentaphragma insigne Airy Shaw, 1953
- Pentaphragma jaheri Airy Shaw, 1953
- Pentaphragma lambirense Kiew, 1990
- Pentaphragma lanuginosum Airy Shaw, 1953
- Pentaphragma longisepalum Kiew, 1990
- Pentaphragma mindanaense Merr., 1922
- Pentaphragma paucinerve Quisumb. & Merr., 1928
- Pentaphragma pendulum C.W.Lin, 2016
- Pentaphragma platyphyllum Merr., 1921
- Pentaphragma prostratum Kiew, 1990
- Pentaphragma sinense Hemsl. & E.H.Wilson, 1906
- Pentaphragma spatulisepalum Airy Shaw, 1953
- Pentaphragma spicatum Merr., 1922
- Pentaphragma tenuiflorum Airy Shaw, 1953
- Pentaphragma tetrapetalum Airy Shaw, 1953
- Pentaphragma viride Stapf & M.L.Green, 1914
- Pentaphragma winitii Craib, 1935